# Siergiej Soin
Siergiej Wiktorowicz Soin, ros. Сергей Викторович Соин (ur. 31 marca 1982 w Moskwie) – rosyjski hokeista, reprezentant Rosji.

## Kariera
- Krylja Sowietow Moskwa (1998–2003)
- CSKA Moskwa (2003–2005)
- Siewierstal Czerepowiec (2005–2011)
- Dinamo Moskwa (2011–2015)
- Saławat Jułajew Ufa (2015–2017)
- Łada Togliatti (2017–2018)

Wychowanek Krylji Sowietow Moskwa. Od maja 2011 zawodnik Dinama Moskwa. 1 maja 2013 przedłużył kontrakt o dwa lata. Od maja 2015 do kwietnia 2017 zawodnik Saławatu Jułajew Ufa, związany dwuletnim kontraktem. Od sierpnia 2017 zawodnik Łady Togliatti.
Uczestniczył w turnieju mistrzostw świata w 2003, 2013. W 2014 kontuzja wykluczyła jego udział w igrzyskach 2014 w Soczi.

## Sukcesy
Reprezentacyjne
- Srebrny medal mistrzostw świata juniorów do lat 18: 2000
- Złoty medal mistrzostw świata juniorów do lat 20: 2002

Klubowe
- Srebrny medal mistrzostw Rosji: 2003 z Siewierstalą
- Złoty medal mistrzostw Rosji: 2012, 2013 z Dinamem Moskwa
- Puchar Gagarina: 2012, 2013 z Dinamem Moskwa

Indywidualne
- Mistrzostwa świata juniorów do lat 18 w 2000: pierwsze miejsce w klasyfikacji +/- turnieju: +12

Wyróżnienia
- Mistrz Sportu Rosji Klasy Międzynarodowej[9]
- Dyplom Wdzięczności Prezydenta Federacji Rosyjskiej: 2013[9]